# Operatie Wega
Operatie Wega is een hoorspel van Friedrich Dürrenmatt. Das Unternehmen der Wega werd op 18 januari 1955 uitgezonden door de Bayerischer Rundfunk. Voor de vertaling zorgde Jan Starink en de KRO zond het uit op 23 november 1962. De regisseur was Willem Tollenaar. De uitzending duurde 57 minuten. ( )

## Rolbezetting
- Albert van Dalsum (Bonstetten)
- Luc Lutz (Dr. Mannerheim)
- Louis de Bree (Sir Horace Wood)
- Dries Krijn (de Minister van Oorlog)
- Wam Heskes (de Minister van Buitenaardse Gebieden)
- Rien van Noppen (de staatssecretaris)
- Eva Janssen (Irene)
- Huib Orizand (Petersen)
- Paul van der Lek (John Smith)
- Maarten Kapteijn (overste Camille Roi)
- Harry Bronk (captain Lee)
- Hans Veerman (een stem)

## Inhoud
Een toekomstvisie vol boze ironie: misdadigers en politieke gevangenen leven, door de beide wereldregeringen geïnterneerd, op Venus – een door stormen, vulkanen en overstromingen geteisterde planeet. Een delegatie van de westelijke wereldregering reist in een raket naar Venus, met het doel de astro-kolonie voor westelijke machtsbelangen te gebruiken. Ze brengt verouderde argumenten, militante leuzen en totalitaire voorstellingen van volkswelzijn, maar heeft ook atoombommen aan boord. De Venusbewoners wijzen de aardse "ordeningsprincipes" af en nemen alle gevolgen van hun houding met fier zelfbewustzijn op zich. Het pleidooi van de gevangenen richt zich tegen een aarde waar het leven niet iets begerenswaardigs is: "De aarde is te mooi. Te rijk. Haar mogelijkheden zijn te groot. Ze verleidt tot ongelijkheid. Armoede is daar een schande, en dus wordt ze verminkt... En daarom zijn we er bevreesd voor. Bevreesd voor de overvloed, bevreesd voor het valse leven, bevreesd voor het paradijs, dat een hel is."